# Mallochinus
Mallochinus är ett släkte av tvåvingar. Mallochinus ingår i familjen platthornsmyggor.
Kladogram enligt Catalogue of Life:
| Mallochinus | \| \| Mallochinus mangalorensis \| \| \| \| \| \| Mallochinus mastersi \| \| \| \| |
|             | \| \| Mallochinus mangalorensis \| \| \| \| \| \| Mallochinus mastersi \| \| \| \| |
|             | Mallochinus mangalorensis                                                          |
|             |                                                                                    |
|             | Mallochinus mastersi                                                               |
|             |                                                                                    |